# Petr Pálka
Petr Pálka (* 22. června 1947) je bývalý český fotbalista, fotbalový trenér a manažer.

## Fotbalová kariéra
Za Spartu Praha hrál v sezóně 1975/76, což byla jediná sezóna, kdy Sparta hrála jen druhou ligu. Nastoupil ve finále československého poháru proti Spartaku Trnava. V československé lize nikdy nenastoupil.

## Trenérská kariéra
- 1987–1988 Zbrojovka Brno – 1. ČNL (2. liga)
- 1990–1992 Dukla Banská Bystrica 1. liga – asistent
- 1993–1994 SK Spolana Neratovice – ČFL
- 1994–1995 SK Hradec Králové
- 1995–1996 FK Chmel Blšany
- 1997–1998 AFK Atlantic Lázně Bohdaneč

## Trenérské úspěchy
Vítězství v poháru ČMFS 1995 s Hradcem Králové.